# Esdras Padilla
Esdras Isaí Padilla Reyes (sinh ngày 4 tháng 9 năm 1989) là một cầu thủ bóng đá người Honduras, thi đấu cho F.C. Motagua.

## Sự nghiệp câu lạc bộ
Vì luật bóng đá Honduras nói rằng mỗi đội phải đưa một cầu thủ U-20 thi đấu tổng cộng 540 phút, Esdras có được suất và trở thành cầu thủ ra sân thường xuyên cho Hispano năm 2008.

## Sự nghiệp quốc tế
Anh được triệu tập vào tập luyện với đội tuyển quốc gia nhưng không được ra sân trận nào. Padilla thi đấu cho Honduras tại Giải vô địch bóng đá U-20 thế giới 2009 ở Ai Cập.

### Bàn thắng quốc tế
| # | Thời gian  | Địa điểm  | Đối thủ | Tỉ số | Kết quả | Giải đấu                                               |
| - | ---------- | --------- | ------- | ----- | ------- | ------------------------------------------------------ |
| 1 | 2008-10-03 | Comayagua | Panama  | 1 – 0 | 5–2     | Giải vô địch bóng đá U-20 Bắc, Trung Mỹ và Caribe 2009 |

## Đời sống cá nhân
Anh thi đấu tại Motagua cùng với người em trai, Eleazar Padilla. Anh trai của anh, Rigoberto Padilla thi đấu cho Victoria.